# Tapacul roquer
El tapacul roquer (Scytalopus petrophilus) és una espècie d'ocell de la família dels rinocríptids (Rhinocryptidae).

## Hàbitat i distribució
Habita zones rocoses del sud-est del Brasil